# Карл фон Енценберг
Карл фон Енценберг (Karl von Enzenberg, General) — дворянин Габсбурзької монархії та генерал австрійської армії, другий очільник Буковини австрійського періоду.
Другий (останній) Голова Військової Адміністрації Дистрикту Буковина (1778–1786).
Перший Староста Буковинського округу Королівства Галичини та Володимирії (1786).

## Галерея

«Генеральський дім» (Резиденція фон Енценберга в Чернівцях)
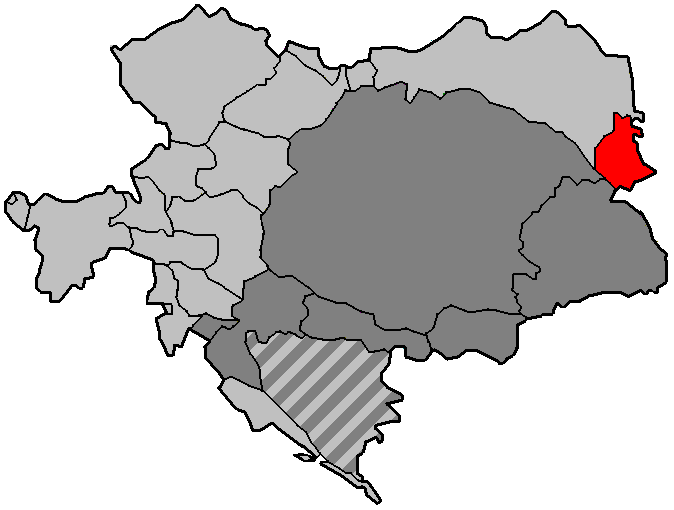
Дистрикт Буковина на мапі Австро-Угорщини
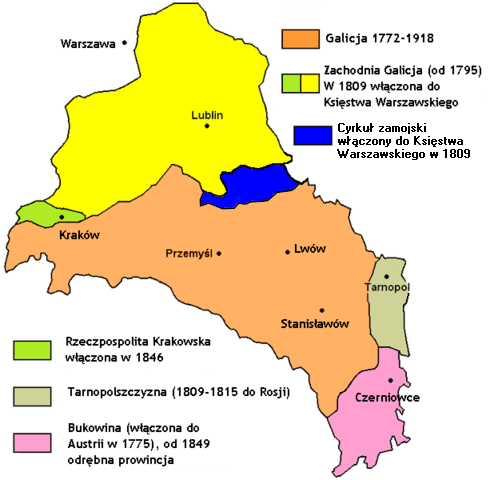
Буковинський округ на мапі Королівства Галичини та Володимирії